# Deutscher Komponist:innenverband
Der Deutsche Komponist:innenverband (DKV), ausgesprochen „Deutscher Komponist Innenverband“, vertritt die Interessen aller Komponisten und Songwriter sämtlicher Sparten und Bereiche vor allem in Deutschland. Der im Jahr 1954 gegründete Verband setzt sich insbesondere in den Bereichen des Urhebervertrags sowie des Urheberrechts, aber auch für andere Interessen der Komponisten ein.
Nach dem Rücktritt Enjott Schneiders als Präsident im September 2020 wurde Moritz Eggert zu seinem Nachfolger gewählt. Ralf Weigand verblieb Vizepräsident.

## Geschichte
Der Deutsche Komponistenverband wurde am 4. Januar 1954 in München gegründet. Er war die Nachfolgeorganisation der Komponistenverbände, die nach dem Zweiten Weltkrieg in Westdeutschland und Berlin entstanden.
Durch die Deutsche Teilung entstand in der DDR im Jahr 1951 der Verband Deutscher Komponisten und Musikwissenschaftler. Dieser nannte sich nach der Deutschen Wiedervereinigung im Jahr 1990 Verband Deutscher Komponisten. Die große Mehrzahl der Mitglieder dieses Verbandes wurden nach einem intensiven Annäherungsprozess zu Beginn der 1990er Jahre Mitglied des Deutschen Komponistenverbandes.
Anfang des Jahres 1994 schlossen sich der Deutsche Komponistenverband und der Interessenverband Deutscher Komponisten (IDK), der im Jahr 1977 in Hamburg gegründet wurde, zum Deutschen Komponisten-Interessenverband zusammen. Die Mitgliederversammlung des Jahres 2000 beschloss, dem Berufsverband den Namen Deutscher Komponistenverband zu geben. Seit 2022 wird der Name Deutscher Komponist:innenverband verwendet.

## Stiftungen
Durch den Deutschen Komponistenverband wurde im Jahr 1971 die Paul und Käthe-Kick-Schmidt-Stiftung gegründet. Diese war eine rechtsfähige Stiftung des Privatrechts, die den Komponisten und deren Witwen in Notsituationen oder Unglücksfällen Unterstützung bot.
Eine weitere Stiftung des Verbands ist die im Jahr 1990 gegründete Paul-Woitschach-Stiftung – Förderungs- und Hilfsfonds. Diese Stiftung wurde zu Zwecken der musikalischen Förderung und der Unterstützung von Komponisten sowie deren Angehörigen ins Leben gerufen.

## Ehrungen
Für das Engagement für die deutsche Musik verleiht der Deutsche Komponist:innenverband die Medaille für Verdienste um die deutsche Musik.
Ausgezeichnet wurden bisher folgende Personen:
- 1981: Erich Schulze
- 1982: Wolfram Röhrig
- 1983: Kurt Graunke
- 1985: Rudolf Sailer
- 1989: Dieter Thomas Heck
- 1993: Harald Banter
- 1995: Rudolf Heinemann
- 1998: Franz Xaver Ohnesorg
- 2004: Reinhold Kreile
- 2006: Wilhelm Nordemann
- 2008: Raimond Erbe[4]
- 2014: Christian Bruhn